# Balzan FC
Balzan FC (malt. Balzan Footbal Club) – maltański klub piłkarski, mający siedzibę w mieście Balzan w środku kraju. Obecnie występuje w Maltese First Division.

## Historia
Chronologia nazw:
- 1937: Balzan Youths FC
- 2012: Balzan FC

Klub piłkarski Balzan Youths FC został założony w miejscowości Balzan w 1937 roku. Zespół występował przeważnie w drugiej lidze maltańskiej. W sezonie 1996/97 zajął przedostatnie 7.miejsce w Section B Second Division i spadł do Third Division. W sezonie 1999/2000 zwyciężył w czwartej lidze i wrócił do Second Division. W następnym sezonie 2000/01 zajął drugie miejsce w trzeciej lidze i zdobył promocję do First Division. W 2003 roku po zajęciu drugiej lokaty w drugiej lidze debiutował w Maltese Premier League, gdzie zajął 8.miejsce po rundzie podstawowej. Ale nie utrzymał się w niej, zajmując potem przedostatnie miejsce w grupie spadkowej, i spadł z powrotem do drugiej ligi. W następnym sezonie 2004/05 zajął przedostatnie miejsce w drugiej lidze i spadł do Second Division. W sezonie 2007/08 po zajęciu drugiej pozycji w trzeciej lidze w barażach o awans przegrał z Rabat Ajax FC. W następnym sezonie 2008/09 wygrał trzecią ligę i wrócił do First Division. Sezon 2009/10 zakończył na trzeciej pozycji. W sezonie 2010/11 zajął pierwsze miejsce w First Division i ponownie zdobył awans do Premier League. W 2012 klub zmienił nazwę na Balzan FC, a po sezonie 2014/15, w którym zajął czwarte miejsce, debiutował w pucharach europejskich. W 2017 i 2018 klub zdobył wicemistrzostwo Malty, a w 2019 Puchar Malty.

## Barwy klubowe, strój
| Czerwony | Biały |

Klub ma barwy czerwono-białe. Zawodnicy domowe spotkania zazwyczaj grają w czerwonych koszulkach, czerwonych spodenkach oraz czerwonych getrach.

## Sukcesy

### Trofea międzynarodowe
| \| \| Zdobyte trofea w rozgrywkach międzynarodowych (stan na: 31-05-2019) \| |                                                                     |      |          |
| Rozgrywki                                                                    | Osiągnięcie                                                         | Razy | Sezon(y) |
| · Liga Mistrzów · (Puchar Europy)                                            | zdobywca                                                            | 0    |          |
| · Liga Mistrzów · (Puchar Europy)                                            | finalista                                                           | 0    |          |
| · Liga Europy · (Puchar UEFA)                                                | zdobywca                                                            | 0    |          |
| · Liga Europy · (Puchar UEFA)                                                | finalista                                                           | 0    |          |
| · Liga Europy · (Puchar UEFA)                                                | 2 runda kw.                                                         | 1    | 2018/19  |
| · Puchar Zdobywców                                                           | zdobywca                                                            | 0    |          |
| · Puchar Zdobywców                                                           | finalista                                                           | 0    |          |
| · Superpuchar UEFA                                                           | zdobywca                                                            | 0    |          |
| · Superpuchar UEFA                                                           | finalista                                                           | 0    |          |
| · Puchar Intertoto                                                           | zdobywca                                                            | 0    |          |
| · Puchar Intertoto                                                           | finalista                                                           | 0    |          |
| FIFA                                                                         | Zdobyte trofea w rozgrywkach międzynarodowych (stan na: 31-05-2019) |      |          |

### Trofea krajowe
| \| \| Zdobyte trofea w rozgrywkach Malty (stan na: 31-05-2019) \| |                                                          |      |                  |
| Rozgrywki                                                         | Osiągnięcie                                              | Razy | Sezon(y)         |
| Mistrzostwo                                                       | I miejsce                                                | 0    |                  |
| Mistrzostwo                                                       | II miejsce                                               | 2    | 2016/17, 2017/18 |
| Mistrzostwo                                                       | III miejsce                                              | 0    |                  |
| Puchar                                                            | zdobywca                                                 | 1    | 2018/19          |
| Puchar                                                            | finalista                                                | 1    | 2015/16          |
| Superpuchar                                                       | zdobywca                                                 | 0    |                  |
| Superpuchar                                                       | finalista                                                | 1    | 2018             |
| II liga                                                           | I miejsce                                                | 1    | 2010/11          |
| II liga                                                           | II miejsce                                               | 1    | 2002/03          |
| II liga                                                           | III miejsce                                              | 1    | 2009/10          |
| Malta                                                             | Zdobyte trofea w rozgrywkach Malty (stan na: 31-05-2019) |      |                  |

- Third/Second Division (D3):
  - mistrz (1x): 2008/09
  - wicemistrz (2x): 2000/01, 2007/08

## Poszczególne sezony

### Rozgrywki międzynarodowe

#### Europejskie puchary
Legenda do wszystkich tabel:
- Q – runda eliminacyjna, 1/16, 1/8, 1/4, 1/2 – odpowiednia faza rozgrywek, Grupa – runda grupowa, 1r gr – pierwsza runda grupowa, 2r gr – druga runda grupowa, F – finał, R – runda, PO – play-off
- k. – rzuty karne, los. – losowanie, Dogr. – dogrywka, w. – zasada bramek strzelonych na wyjeździe

| Sezon   | Rozgrywki               | Runda | Klub              | Dom | Wyjazd | Ogólnie    |
| ------- | ----------------------- | ----- | ----------------- | --- | ------ | ---------- |
| 2015/16 | Liga Europy             | 1Q    | FK Željezničar    | 0–2 | 0–1    | 0–3        |
| 2016/17 | Liga Europy             | 1Q    | Neftçi PFK        | 0–2 | 2–1    | 2–3        |
| 2017/18 | Liga Europy             | 1Q    | Videoton          | 3–3 | 0–2    | 3–5        |
| 2018/19 | Liga Europy             | 1Q    | Keşlə Baku        | 4–1 | 1–2    | 5–3        |
| 2018/19 | Liga Europy             | 2Q    | Slovan Bratysława | 2–1 | 1–3    | 3–4        |
| 2019/20 | Liga Europy             | 1Q    | NK Domžale        | 3–4 | 0–1    | 3–5        |
| 2023/24 | Liga Konferencji Europy | 1Q    | NK Domžale        | 1–3 | 4–1    | 5–4, Dogr. |
| 2023/24 | Liga Konferencji Europy | 2Q    | Nioman Grodno     | 0–0 | 0–2    | 0–2        |

### Rozgrywki krajowe
| \| Malta \| Bilans występów klubu w rozgrywkach piłkarskich Malty (Stan na 31 maja 2019 r.) \| \| |                                                                                 |        |       |   |   |   |    |    |     |                  |        |        |      |
| Poziom                                                                                            | Rozgrywki                                                                       | Sezony | Mecze | Z | R | P | B+ | B– | Pkt | Lata             | Awanse | Spadki | Naj. |
| I                                                                                                 | Premier League                                                                  | 1      |       |   |   |   |    |    |     | 2003/04, od 2011 | 0      | 1      | 2    |
| II                                                                                                | 1 Division                                                                      |        |       |   |   |   |    |    |     | ..., 2009–2011   | 2      |        | 1    |
| III                                                                                               | 2 Division                                                                      |        |       |   |   |   |    |    |     | ..., 2005–2009   |        |        | 1    |
| IV                                                                                                | 3 Division                                                                      |        |       |   |   |   |    |    |     |                  |        |        | 1    |
|                                                                                                   | Puchar                                                                          |        |       |   |   |   |    |    |     |                  |        |        | 1    |
| Malta                                                                                             | Bilans występów klubu w rozgrywkach piłkarskich Malty (Stan na 31 maja 2019 r.) |        |       |   |   |   |    |    |     |                  |        |        |      |

## Struktura klubu

### Stadion
Klub piłkarski rozgrywa swoje mecze domowe na Football Pitch w Balzan, który może pomieścić 1000 widzów. Od września 2015 trenuje na stadionie St. Aloysius Sports and Recreational Complex w Birkirkara, który spełnia normy UEFA. Mecze Premier League jednak rozgrywane na stadionach Ta’ Qali Stadium (17 797 widzów), Centenary Stadium (3 000 widzów) w Ta’ Qali oraz Hibernians Stadium (3 000 widzów) w Paola.

### Inne sekcje
Klub prowadzi drużyny dla dzieci i młodzieży w każdym wieku. 

## Kibice i rywalizacja z innymi klubami

### Rywalizacja
Największymi rywalami klubu są inne zespoły z okolic.

### Derby
- Birkirkara FC
- Mosta FC